# 日野市
日野市（ひのし）は、東京都の多摩地域南部に位置する市。
人口は約19万人。1963年（昭和38年）市制施行。

## 概要
かつては「日野宿」が設置されており、甲州街道の農業を中心とした宿場町として繁栄した。新選組の副長として活躍した土方歳三や六番組隊長の井上源三郎の出身地である。
また、市内最大の大企業である国内トラック・バス製造業界最大手の日野自動車の企業城下町でもある。
昭和に入ってからは大規模企業や大規模団地が進出しているものの、河川や丘陵地が多く、国土交通省より「水の郷百選」に認定されるなど自然も多い。また、多摩地区としては水田や野菜畑などの農地が占める割合が高く、都市農業の代表的な都市として紹介されることが多い。
平成22年国勢調査によれば、東京都特別区部への通勤率は20.9%、八王子市への通勤率は12.0%である。また、人口は増加しており、2005年から2020年までの人口増減比率は107.9%である。
日野市は丘陵地、台地、低地の3段階の地形となっているため坂が多い街として知られる。自然豊かで眺望や街全体の景観も良いため都内外の映画、テレビの製作会社から様々なロケ支援の依頼を受けて日野市内の施設や公園、民間の建物などを紹介する映像支援活動が盛んであり多くのドラマ、PV、CMの撮影舞台となっている。

## 地理
日野市は大きく分けて稲作の多い低地、畑や工場の多い台地、森林の多い丘陵地に分けられる。いずれも近年は宅地化が進んでいる。

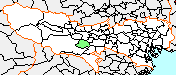
日野市、東京都内の位置

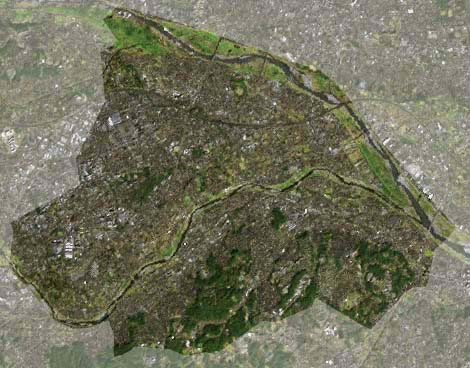
日野市域のランドサット衛星写真

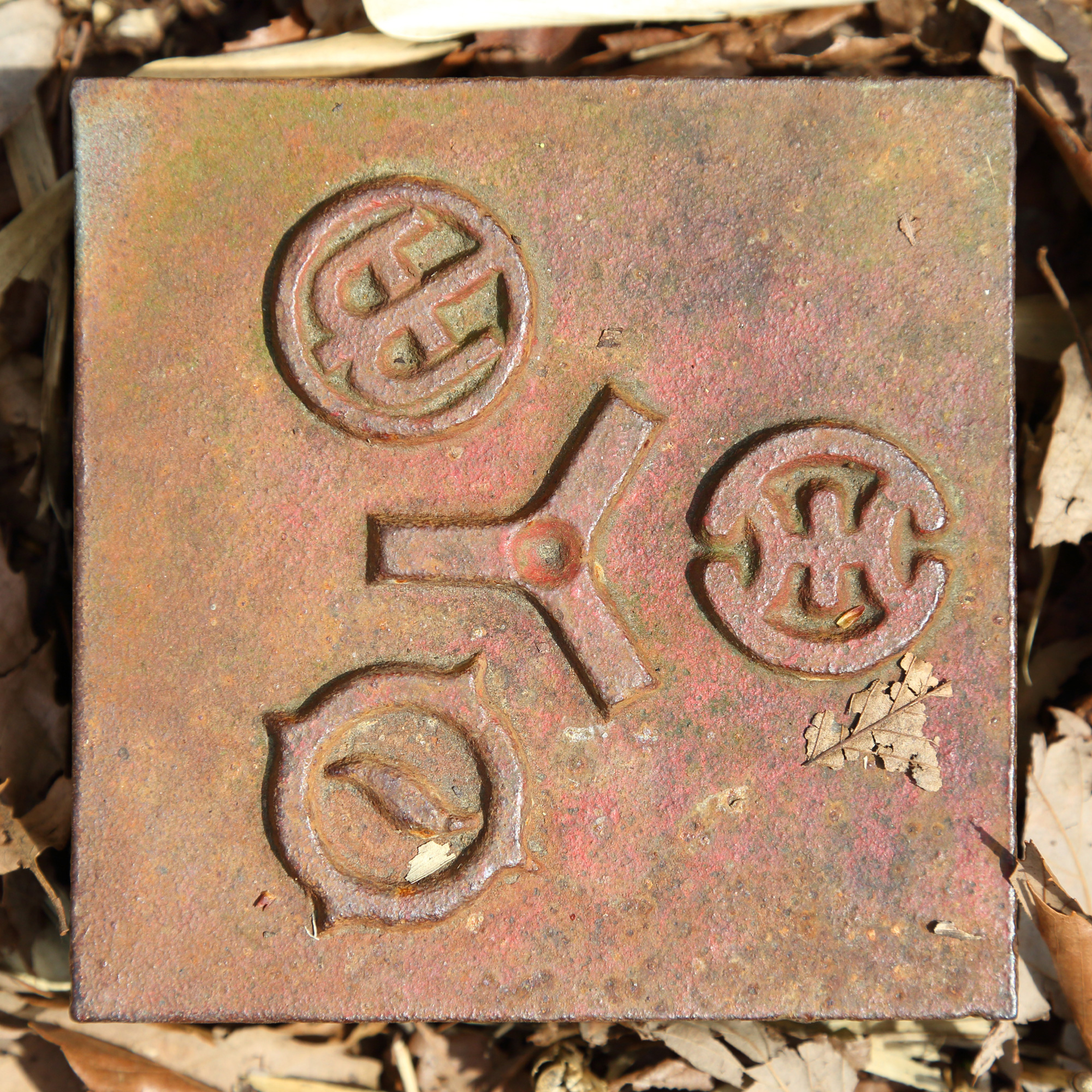
百草三方（みかた）公園深部にある3市の境界表記

### 地勢
東京都の島嶼部を除く地域のほぼ中央に位置し、市域の西側に広がる日野台地は関東ローム層の堆積した土地で、西隣の八王子市へと続いている。北から東にかけては 隣接する昭島、立川、国立、府中の各市との境界を多摩川が流れ、市域の南部に広がる多摩丘陵（七生丘陵）の北側を西から流れてきた浅川と南東部で合流している。市域はイヌの横顔の形をしており、西を向いている犬の耳から後頭部そして首にあたる部分を多摩川が流れ、南部に広がる多摩丘陵の北側を西から流れてきた浅川と南東部で合流している。この事からも分かるように水に恵まれており、以前は「多摩の穀倉」と言われるほど稲作が盛んだった。現在でも川辺堀之内や新井地区などに田が、そして新町の台地部や西平山地区に畑が多く残っているが、土地区画整理事業の進展などにより、このような光景は徐々に減りつつある。

#### 低地部

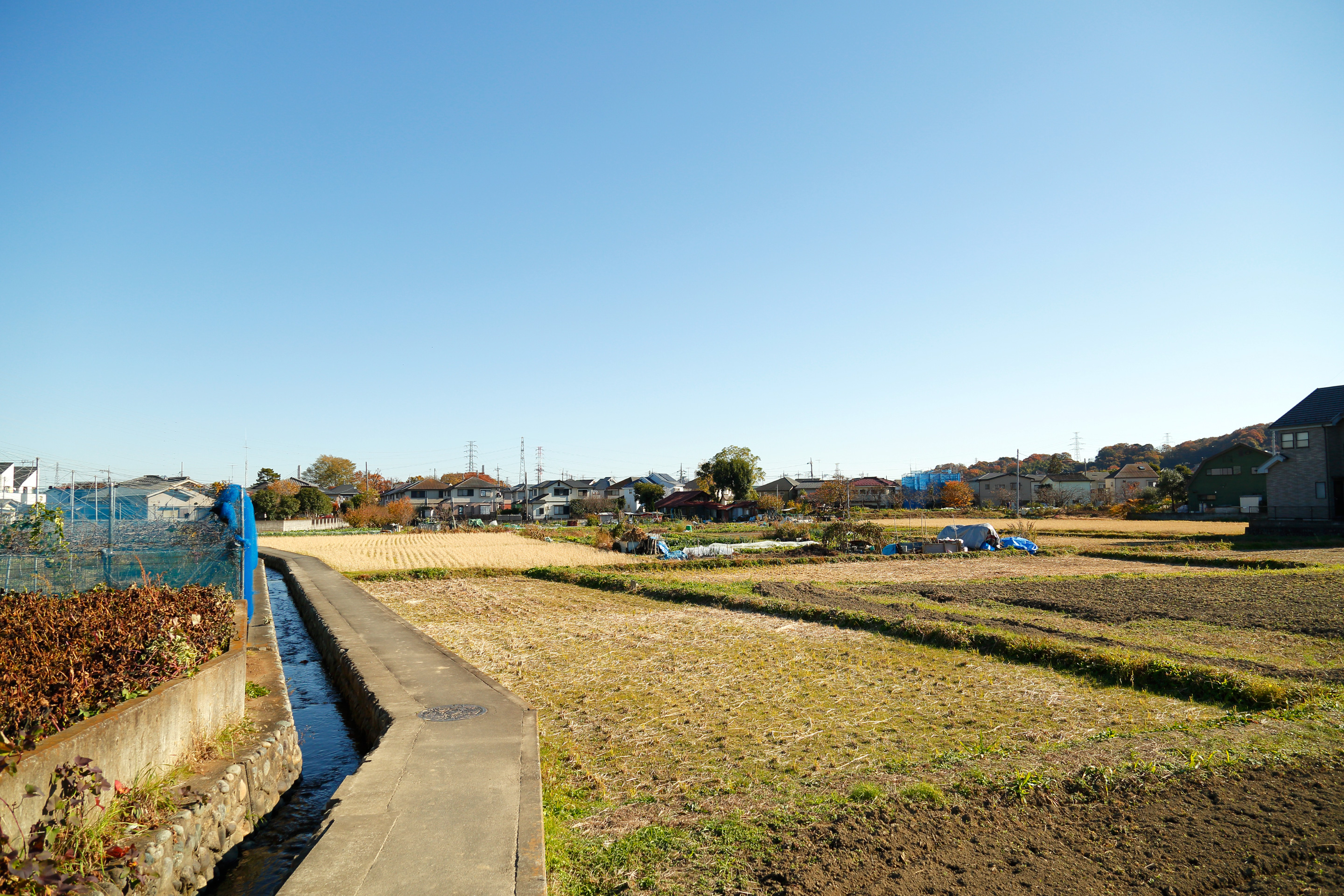
落川の低地部
昔ながらの土地利用で田畑が多い

低地部は多摩川と浅川に挟まれていることで用水路や田が多く、そして礫層を基盤とする台地や丘陵を抱えていることもあって、市内には179ヶ所の湧水が確認されており、これらの特徴を極力生かした街づくりを進めていることが評価されて、国土交通省選定の水の郷百選にも選ばれている。代表的な水路は多摩川から取水している日野用水、浅川の滝合橋「左岸」（実際には平山橋下にある堰）付近から取水している豊田用水、同滝合橋の「右岸」付近から取水している平山用水、万願寺歩道橋（ふれあい橋）の手前から取水している向島用水等である。これら用水の役割は宅地化・市街化の進行により水田が減ったため、最近では以前の農業用水としての存在意義は薄れつつあるが、水環境の保全や防火用水、ヒートアイランド現象の抑制ということで都市に潤いを与えるものとしての価値は高まってきている。そのため、親水公園やビオトープとして、黒川清流公園や向島用水親水路を皮切りに再整備が進められている。

#### 台地部

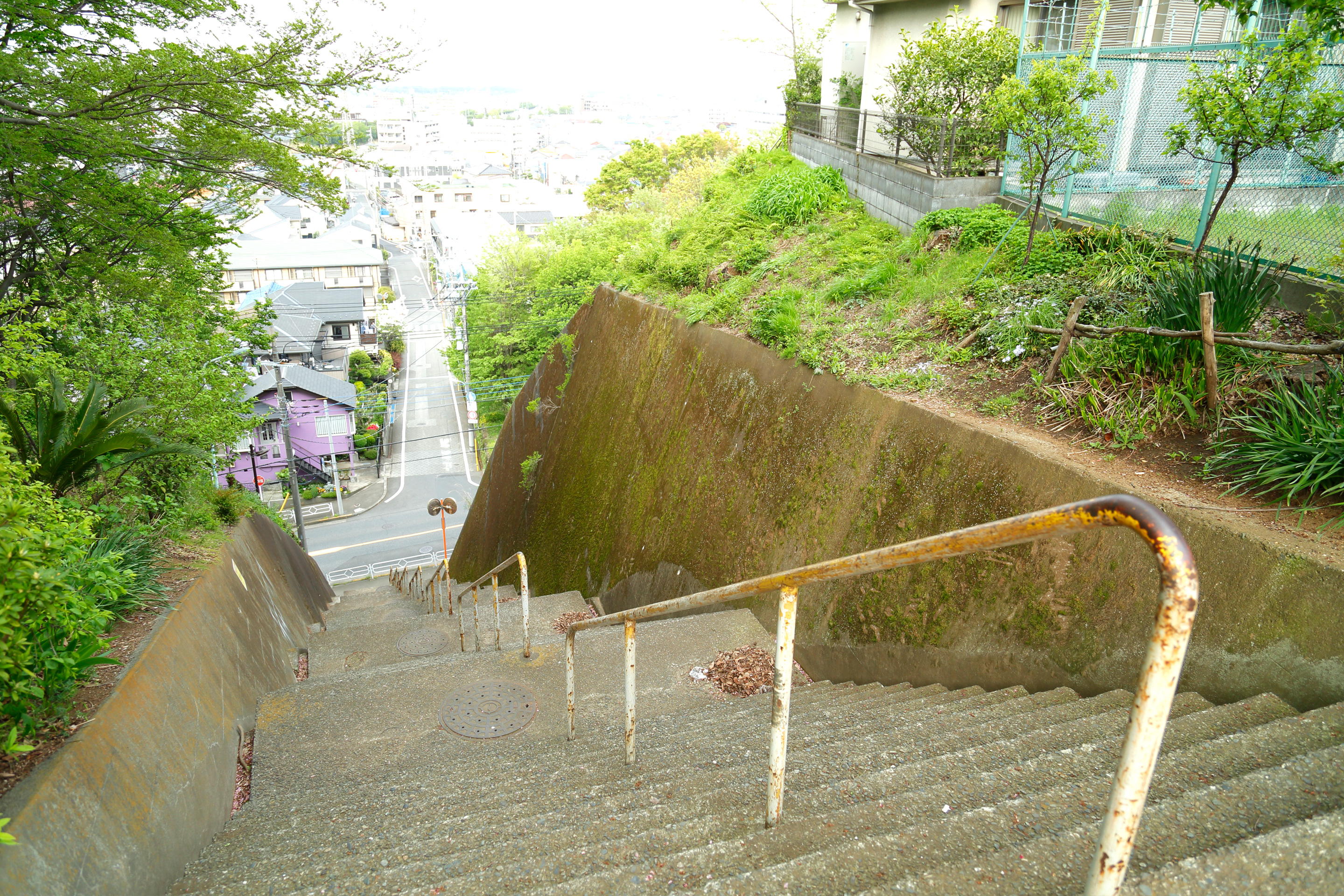
河岸段丘に設けられた階段

北西部にある台地は関東ローム層で覆われており、日野台地と称される。西隣の八王子市に続いていて、かつては桑畑が広がっていたが、昭和10年ごろからいわゆる「日野五社」を始めとする大企業の工場の進出が相次ぎ、大手トラックメーカー日野自動車の本社および工場もここにある。さらに昭和30年代からは宅地としての開発が進んだ。特に昭和33年（1958年）から入居の始まった多摩平団地は団地の先駆け的存在である。
豊田駅の東側から黒川清流公園、神明、新町・東光寺地区にかけて逆「く」の字状に存在する河岸段丘は日野緑地と呼ばれ、市が土地を買い取るなどして開発を抑制している。

#### 丘陵地

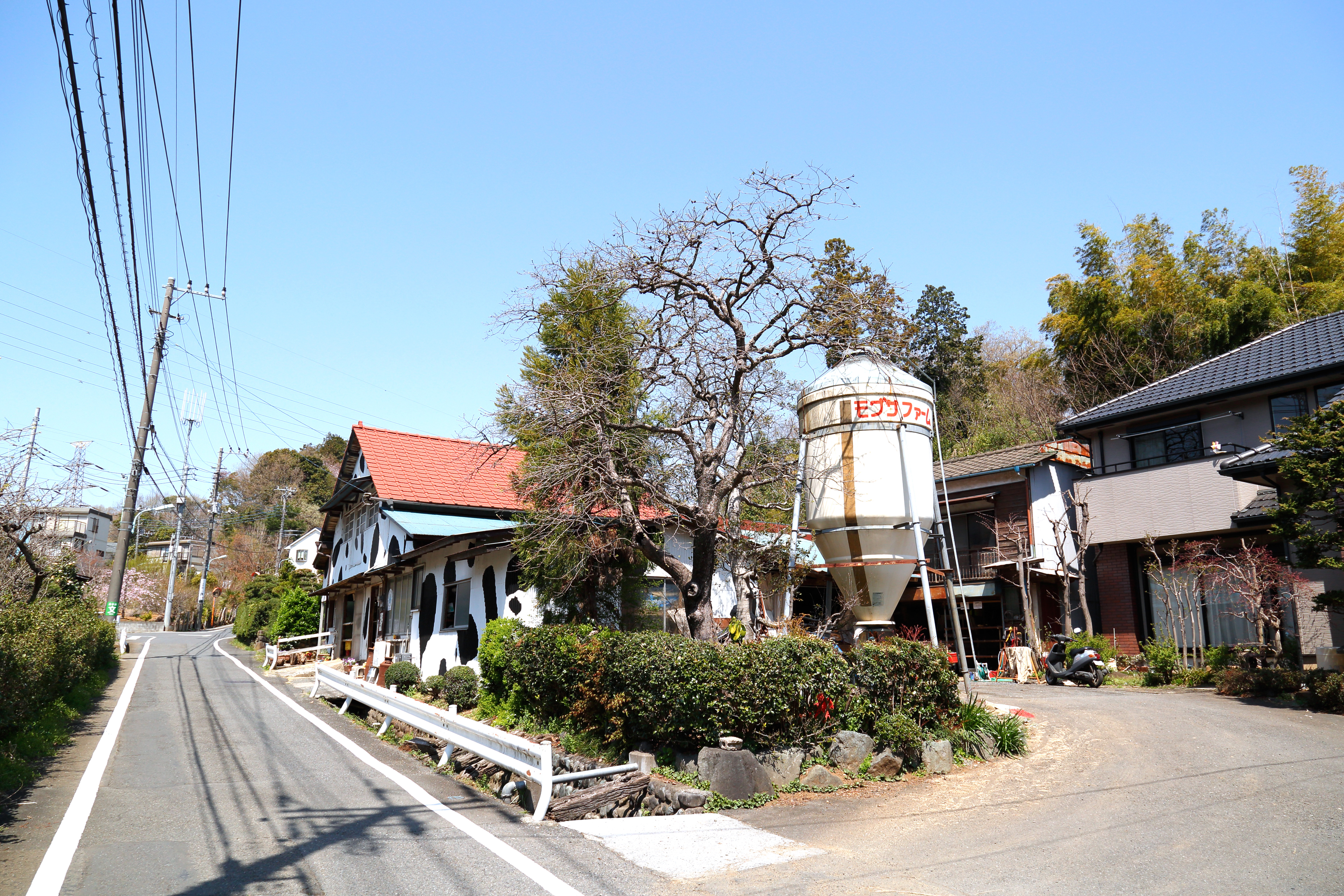
百草地区のうち「倉沢」
と呼ばれる場所にある酪農

市域南部は多摩丘陵が広がっていて、昭和30年代まではハイキング客などで賑わっていたが、その後は宅地化が進み、後述の地区以外は基本的に緑が失われた。
このように丘陵地帯も基本的には宅地となったが、関東三大不動のひとつとして知られる高幡山金剛寺（通称：高幡不動尊）の寺域である高幡山の周辺や程久保・南平地区にある都立の多摩動物公園と七生公園、市立南平丘陵公園付近は公園として緑が残されていて、都立七生公園では草を完全に刈らないといったことも実施されている。
百草・倉沢地区の周辺では環境意識の増加などにより、小沢緑地と京王線、多摩市境の内側を中心に「倉沢里山を愛する会」や市民らの協力によって森林を保全しており、一部では緑地内に遊歩道も存在する。この区画内は一部に田畑があり、農業が行われている、他には市内で唯一の酪農なども行われている。

### 気候
関東平野の内陸に位置するため都心よりも冬は2〜3℃気温が低く、積雪は20～30cmほど。宅地化の進展などによる反射熱により、夏の最高気温は反対に高い場合もある。

### 主な河川
- 多摩川
- 浅川
- 程久保川
- 根川
- 谷地（やじ）川（ごく一部分）

### 主な用水路
- 新井用水
- 一宮（いちのみや）用水
- 落川用水
- 上田（かみだ）用水
- 上村用水
- 川北用水
- 黒川水路（用水）
- 高幡用水
- 豊田用水
- 日野用水
- 平山用水
- 向島用水
- 南平用水

ただし、これ以外にも多数の水路が存在し、これら水路の総延長は全て合わせると約180km近くに及ぶ。

### 隣接している自治体
- 東 - 府中市
- 北 - 国立市、立川市、昭島市（昭島市とは道路や陸上で接していない）
- 西 - 八王子市
- 南 - 多摩市

## 歴史
- 1605年（慶長10年） 甲州街道が整備され、日野宿定まる。
- 1871年（明治4年） 廃藩置県に伴い日野宿、神奈川県に編入。
- 1878年（明治11年） 多摩郡が分割され日野宿は南多摩郡に属す。初代郡長に日野宿の佐藤俊正（彦五郎、土方歳三の義兄）が任命される。
- 1889年（明治22年） 町村制施行に伴い、日野宿の全域と粟巣村、西長沼村の一部（それぞれ残部は桑田村、由井村に編入）が合併し、日野宿が名称をそのままに自治体として発足。
- 1893年（明治26年） 三多摩が神奈川県から東京府に編入。日野宿を日野町（初代）と改称。
- 1901年（明治34年） 桑田村と合併し、改めて日野町（2代目）を新設。
- 1943年（昭和18年） 東京都制施行。
- 1946年（昭和21年）3月1日 昭和天皇が町内に行幸（昭和天皇の戦後巡幸）[2]。
- 1958年（昭和33年） 七生村と合併し、改めて日野町（3代目）を新設。現在の市域となる。
- 1963年（昭和38年） 市制施行（11月3日／全国559番目）
- 1993年（平成5年） 7月8日、防災行政無線運用開始。
- 2015年（平成27年） 3月2日、防災行政無線放送等変更。
- 2020年（令和2年）財政非常事態宣言[3]を発出。

### 市名の由来
市名の由来は諸説あるがはっきりしていない。『武蔵名勝図会』によれば、府中にあった国府の烽火台が置かれたことによるという「飛火野説」をとっている。和銅6年火野を日野に改めたという。また、『新編武蔵風土記稿』によれば、武蔵七党のうち西党の祖日奉宗頼が、遠祖天御中主神を勧請して日野宮権現を祀ったという伝説に基づくという。他の説として、応永33年ころ、日野中納言資朝の玄孫、宮内資忠なるものが、当所に移住して土淵ノ庄をはじめて日野と号したという説も載せている。

## 人口
| |                                        |  |
| 日野市と全国の年齢別人口分布（2005年） | 日野市の年齢・男女別人口分布（2005年） |  |
| ■紫色 ― 日野市 ■緑色 ― 日本全国 | ■青色 ― 男性 ■赤色 ― 女性              |  |
| 日野市（に相当する地域）の人口の推移 \| 1970年（昭和45年） \| 98,557人 \| \| \| 1975年（昭和50年） \| 126,847人 \| \| \| 1980年（昭和55年） \| 145,448人 \| \| \| 1985年（昭和60年） \| 156,031人 \| \| \| 1990年（平成2年） \| 165,928人 \| \| \| 1995年（平成7年） \| 166,537人 \| \| \| 2000年（平成12年） \| 167,942人 \| \| \| 2005年（平成17年） \| 176,538人 \| \| \| 2010年（平成22年） \| 180,052人 \| \| \| 2015年（平成27年） \| 186,283人 \| \| \| 2020年（令和2年） \| 190,435人 \| \| |                                        |  |
| 総務省統計局 国勢調査より |                                        |  |
| 1970年（昭和45年） | 98,557人                               |  |
| 1975年（昭和50年） | 126,847人                              |  |
| 1980年（昭和55年） | 145,448人                              |  |
| 1985年（昭和60年） | 156,031人                              |  |
| 1990年（平成2年） | 165,928人                              |  |
| 1995年（平成7年） | 166,537人                              |  |
| 2000年（平成12年） | 167,942人                              |  |
| 2005年（平成17年） | 176,538人                              |  |
| 2010年（平成22年） | 180,052人                              |  |
| 2015年（平成27年） | 186,283人                              |  |
| 2020年（令和2年） | 190,435人                              |  |

### 昼夜間人口
2005年に夜間人口（居住者）は176,527人である。市外からの通勤者と通学生および居住者のうちの市内に昼間残留する人口の合計である昼間人口は154,114人で、昼は夜の0.873倍の人口となり、夜間に比べて昼の人口は2万2千人ほど減る。
通勤者・通学者で見ると市内から市外へ出る通勤者52,683人、市外から市内へ入る通勤者は32,366人と通勤者では市外へ出る通勤者のほうが多く、学生でも市内から市外に出る通学生は10,107人市外から市内へ入る通学生は8,011人と学生でも昼は市外へ流出する人数のほうが多い。なお、国勢調査では年齢不詳のものが東京都だけで16万人おり、この項の昼夜間人口に関しては年齢不詳の人物は数字に入っていないので数字の間に若干の誤差は生じる。

## 町名

### 現行行政町名
日野市では、住居表示に関する法律に基づく住居表示は実施されておらず、土地区画整理事業が完了した区域等で町名地番整理が実施されている。

### 日野市役所管内（99町丁）
| 町名           | 設置年月日    | 住居表示実施年月日 | 住居表示実施直前の町名 | 備考                               |
| -------------- | ------------- | ------------------ | ---------------------- | ---------------------------------- |
| 旭が丘一丁目   | 1973年7月15日 | 未実施             |                        | 町名地番整理実施区域               |
| 旭が丘二丁目   | 1973年7月15日 | 未実施             |                        | 町名地番整理実施区域               |
| 旭が丘三丁目   | 1973年7月15日 | 未実施             |                        | 町名地番整理実施区域               |
| 旭が丘四丁目   | 1973年7月15日 | 未実施             |                        | 町名地番整理実施区域               |
| 旭が丘五丁目   | 1973年7月15日 | 未実施             |                        | 町名地番整理実施区域               |
| 旭が丘六丁目   | 1973年7月15日 | 未実施             |                        | 町名地番整理実施区域               |
| 新井           | 1958年2月1日  | 未実施             |                        |                                    |
| 石田           | 1958年2月1日  | 未実施             |                        |                                    |
| 石田一丁目     | 2004年8月7日  | 未実施             |                        | 町名地番整理実施区域（一部を除く） |
| 石田二丁目     | 2004年8月7日  | 未実施             |                        | 町名地番整理実施区域（一部を除く） |
| 大坂上一丁目   | 1982年7月1日  | 未実施             |                        | 町名地番整理実施区域               |
| 大坂上二丁目   | 1982年7月1日  | 未実施             |                        | 町名地番整理実施区域               |
| 大坂上三丁目   | 1982年7月1日  | 未実施             |                        | 町名地番整理実施区域               |
| 大坂上四丁目   | 1982年7月1日  | 未実施             |                        | 町名地番整理実施区域               |
| 落川           | 1958年2月1日  | 未実施             |                        | 地番整理実施区域（一部に限る）     |
| 上田           | 1958年2月1日  | 未実施             |                        |                                    |
| 川辺堀之内     | 1958年2月1日  | 未実施             |                        |                                    |
| 栄町一丁目     | 年月日        | 未実施             |                        | 町名地番整理実施区域               |
| 栄町二丁目     | 年月日        | 未実施             |                        | 町名地番整理実施区域               |
| 栄町三丁目     | 年月日        | 未実施             |                        | 町名地番整理実施区域               |
| 栄町四丁目     | 年月日        | 未実施             |                        | 町名地番整理実施区域               |
| 栄町五丁目     | 年月日        | 未実施             |                        | 町名地番整理実施区域               |
| さくら町       | 年月日        | 未実施             |                        | 町名地番整理実施区域               |
| 新町一丁目     | 年月日        | 未実施             |                        | 町名地番整理実施区域               |
| 新町二丁目     | 年月日        | 未実施             |                        | 町名地番整理実施区域               |
| 新町三丁目     | 年月日        | 未実施             |                        | 町名地番整理実施区域               |
| 新町四丁目     | 年月日        | 未実施             |                        | 町名地番整理実施区域               |
| 新町五丁目     | 年月日        | 未実施             |                        | 町名地番整理実施区域               |
| 神明一丁目     | 1982年7月1日  | 未実施             |                        | 町名地番整理実施区域               |
| 神明二丁目     | 1982年7月1日  | 未実施             |                        | 町名地番整理実施区域               |
| 神明三丁目     | 1982年7月1日  | 未実施             |                        | 町名地番整理実施区域               |
| 神明四丁目     | 1982年7月1日  | 未実施             |                        | 町名地番整理実施区域               |
| 高幡           | 1958年2月1日  | 未実施             |                        | 町名地番整理実施区域（一部に限る） |
| 多摩平一丁目   | 1965年4月28日 | 未実施             |                        | 町名地番整理実施区域               |
| 多摩平二丁目   | 1965年4月28日 | 未実施             |                        | 町名地番整理実施区域               |
| 多摩平三丁目   | 1965年4月28日 | 未実施             |                        | 町名地番整理実施区域               |
| 多摩平四丁目   | 1965年4月28日 | 未実施             |                        | 町名地番整理実施区域               |
| 多摩平五丁目   | 1965年4月28日 | 未実施             |                        | 町名地番整理実施区域               |
| 多摩平六丁目   | 1965年4月28日 | 未実施             |                        | 町名地番整理実施区域               |
| 多摩平七丁目   | 1982年7月1日  | 未実施             |                        | 町名地番整理実施区域               |
| 豊田           | 1958年2月1日  | 未実施             |                        |                                    |
| 豊田一丁目     | 1972年7月1日  | 未実施             |                        | 町名地番整理実施区域               |
| 豊田二丁目     | 1972年7月1日  | 未実施             |                        | 町名地番整理実施区域               |
| 豊田三丁目     | 1972年7月1日  | 未実施             |                        | 町名地番整理実施区域               |
| 豊田四丁目     | 1972年7月1日  | 未実施             |                        | 町名地番整理実施区域               |
| 西平山一丁目   | 年月日        | 未実施             |                        | 町名地番整理実施区域               |
| 西平山二丁目   | 年月日        | 未実施             |                        | 町名地番整理実施区域               |
| 西平山三丁目   | 年月日        | 未実施             |                        | 町名地番整理実施区域               |
| 西平山四丁目   | 年月日        | 未実施             |                        | 町名地番整理実施区域               |
| 西平山五丁目   | 年月日        | 未実施             |                        | 町名地番整理実施区域               |
| 東豊田一丁目   | 1972年7月1日  | 未実施             |                        | 町名地番整理実施区域               |
| 東豊田二丁目   | 1972年7月1日  | 未実施             |                        | 町名地番整理実施区域               |
| 東豊田三丁目   | 1972年7月1日  | 未実施             |                        | 町名地番整理実施区域               |
| 東豊田四丁目   | 1972年7月1日  | 未実施             |                        | 町名地番整理実施区域               |
| 東平山一丁目   | 年月日        | 未実施             |                        | 町名地番整理実施区域               |
| 東平山二丁目   | 年月日        | 未実施             |                        | 町名地番整理実施区域               |
| 東平山三丁目   | 年月日        | 未実施             |                        | 町名地番整理実施区域               |
| 日野           | 1958年2月1日  | 未実施             |                        |                                    |
| 日野台一丁目   | 年月日        | 未実施             |                        | 町名地番整理実施区域               |
| 日野台二丁目   | 年月日        | 未実施             |                        | 町名地番整理実施区域               |
| 日野台三丁目   | 年月日        | 未実施             |                        | 町名地番整理実施区域               |
| 日野台四丁目   | 年月日        | 未実施             |                        | 町名地番整理実施区域               |
| 日野台五丁目   | 年月日        | 未実施             |                        | 町名地番整理実施区域               |
| 日野本町一丁目 | 1982年7月1日  | 未実施             |                        | 町名地番整理実施区域               |
| 日野本町二丁目 | 1982年7月1日  | 未実施             |                        | 町名地番整理実施区域               |
| 日野本町三丁目 | 1982年7月1日  | 未実施             |                        | 町名地番整理実施区域               |
| 日野本町四丁目 | 1982年7月1日  | 未実施             |                        | 町名地番整理実施区域               |
| 日野本町五丁目 | 1982年7月1日  | 未実施             |                        | 町名地番整理実施区域               |
| 日野本町六丁目 | 1982年7月1日  | 未実施             |                        | 町名地番整理実施区域               |
| 日野本町七丁目 | 1982年7月1日  | 未実施             |                        | 町名地番整理実施区域               |
| 平山一丁目     | 年月日        | 未実施             |                        | 町名地番整理実施区域               |
| 平山二丁目     | 年月日        | 未実施             |                        | 町名地番整理実施区域               |
| 平山三丁目     | 年月日        | 未実施             |                        | 町名地番整理実施区域               |
| 平山四丁目     | 年月日        | 未実施             |                        | 町名地番整理実施区域               |
| 平山五丁目     | 年月日        | 未実施             |                        | 町名地番整理実施区域               |
| 平山六丁目     | 年月日        | 未実施             |                        | 町名地番整理実施区域               |
| 富士町         | 年月日        | 未実施             |                        | 町名地番整理実施区域               |
| 程久保         | 1958年2月1日  | 未実施             |                        |                                    |
| 程久保一丁目   | 年月日        | 未実施             |                        | 町名地番整理実施区域               |
| 程久保二丁目   | 年月日        | 未実施             |                        | 町名地番整理実施区域               |
| 程久保三丁目   | 年月日        | 未実施             |                        | 町名地番整理実施区域               |
| 程久保四丁目   | 年月日        | 未実施             |                        | 町名地番整理実施区域               |
| 程久保五丁目   | 年月日        | 未実施             |                        | 町名地番整理実施区域               |
| 程久保六丁目   | 年月日        | 未実施             |                        | 町名地番整理実施区域               |
| 程久保七丁目   | 年月日        | 未実施             |                        | 町名地番整理実施区域               |
| 程久保八丁目   | 年月日        | 未実施             |                        | 町名地番整理実施区域               |
| 万願寺一丁目   | 2004年8月7日  | 未実施             |                        | 町名地番整理実施区域（一部を除く） |
| 万願寺二丁目   | 2004年8月7日  | 未実施             |                        | 町名地番整理実施区域（一部を除く） |
| 万願寺三丁目   | 2004年8月7日  | 未実施             |                        | 町名地番整理実施区域（一部を除く） |
| 万願寺四丁目   | 2004年8月7日  | 未実施             |                        | 町名地番整理実施区域（一部を除く） |
| 万願寺五丁目   | 2004年8月7日  | 未実施             |                        | 町名地番整理実施区域（一部を除く） |
| 万願寺六丁目   | 2004年8月7日  | 未実施             |                        | 町名地番整理実施区域（一部を除く） |
| 三沢           | 1958年2月1日  | 未実施             |                        |                                    |
| 三沢一丁目     | 年月日        | 未実施             |                        | 町名地番整理実施区域               |
| 三沢二丁目     | 年月日        | 未実施             |                        | 町名地番整理実施区域               |
| 三沢三丁目     | 年月日        | 未実施             |                        | 町名地番整理実施区域               |
| 三沢四丁目     | 年月日        | 未実施             |                        | 町名地番整理実施区域               |
| 三沢五丁目     | 2010年8月21日 | 未実施             |                        | 町名地番整理実施区域               |
| 南平一丁目     | 1975年        | 未実施             |                        | 町名地番整理実施区域               |
| 南平二丁目     | 1975年        | 未実施             |                        | 町名地番整理実施区域               |
| 南平三丁目     | 1975年        | 未実施             |                        | 町名地番整理実施区域               |
| 南平四丁目     | 1975年        | 未実施             |                        | 町名地番整理実施区域               |
| 南平五丁目     | 1975年        | 未実施             |                        | 町名地番整理実施区域               |
| 南平六丁目     | 1975年        | 未実施             |                        | 町名地番整理実施区域               |
| 南平七丁目     | 1975年        | 未実施             |                        | 町名地番整理実施区域               |
| 南平八丁目     | 1975年        | 未実施             |                        | 町名地番整理実施区域               |
| 南平九丁目     | 1975年        | 未実施             |                        | 町名地番整理実施区域               |
| 宮             | 1958年2月1日  | 未実施             |                        |                                    |
| 百草           | 1958年2月1日  | 未実施             |                        | 町名地番整理実施区域（一部に限る） |

### 住宅団地

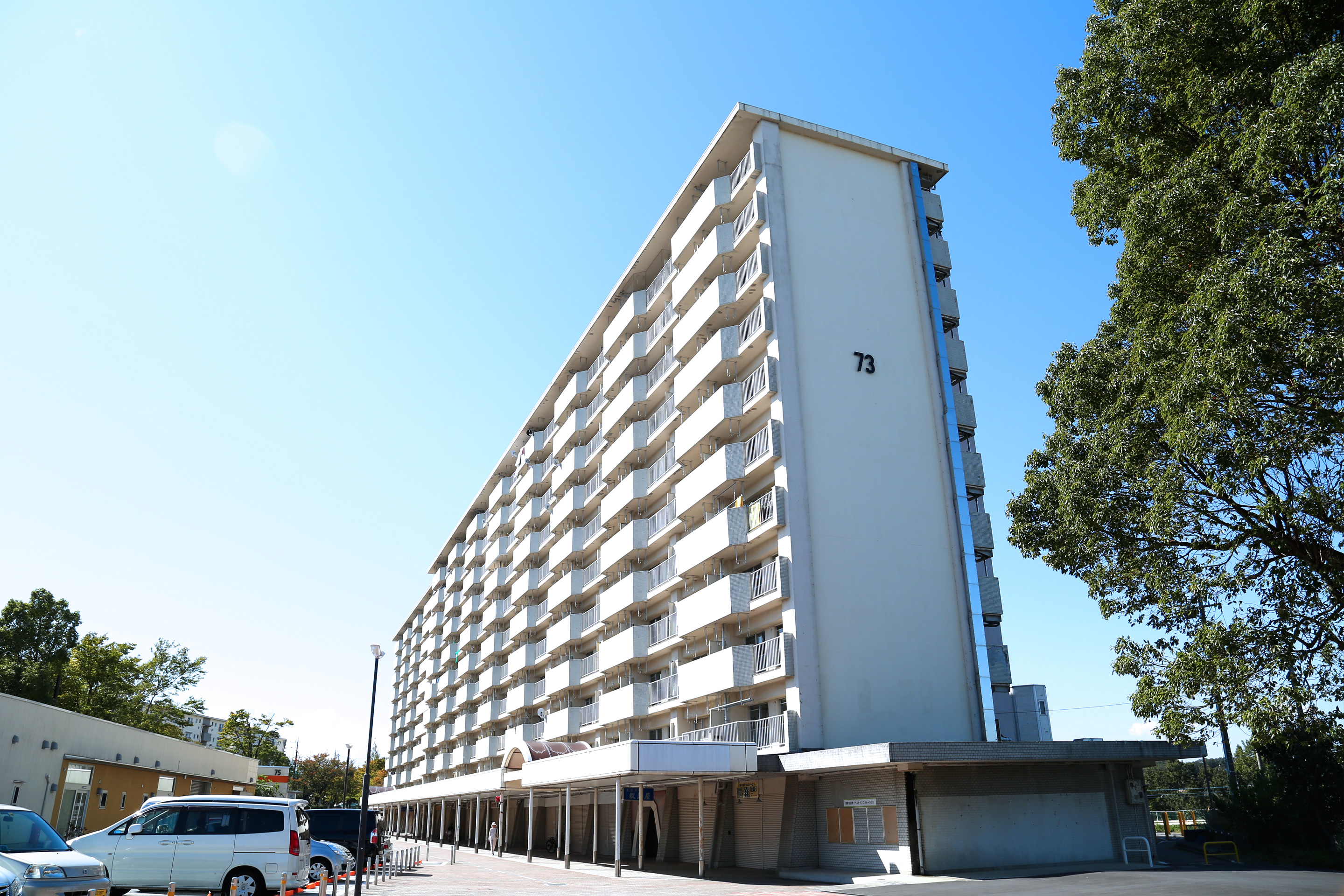
高幡台団地73号棟（現存せず）

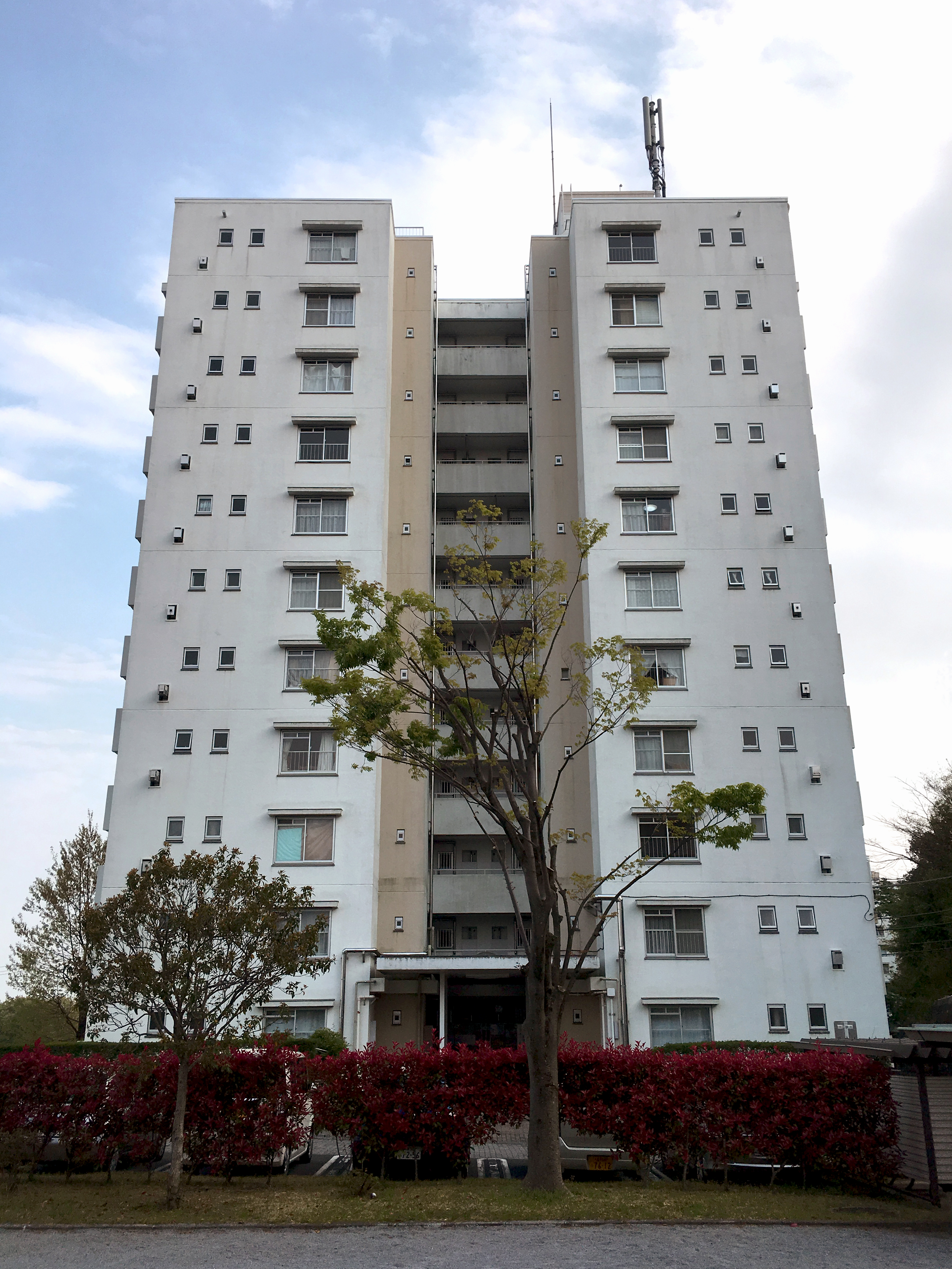
百草団地1-5-3棟

- 西武建設 西武百草園団地 - 昭和46年 ： 日野都市計画事業(一団地の住宅施設)
- 都市再生機構 高幡台団地 - 昭和46年 ： 日野都市計画事業(一団地の住宅施設)
- 都市再生機構 百草団地 ： 日野都市計画事業(一団地の住宅施設)
- 都営 新井団地 - 昭和44年 ： 日野都市計画事業(一団地の住宅施設)
- 東京都住宅供給公社 平山団地 - 昭和43年 ： 日野都市計画事業(一団地の住宅施設)
- 川原付団地
- 都市再生機構 豊田駅前第一団地（多摩平 市街地住宅 1962年 現存 譲渡返還）
- 都市再生機構 豊田駅前第二団地（多摩平 市街地住宅 1962年 現存 譲渡返還）
- 都市再生機構 多摩平団地（多摩平他、店 1958年 一部建替済。 全面建替　現・多摩平の森）

## 行政

### 市長
古賀壮志（こが そうし、1期目、任期満了：2029年4月26日）
2021年日野市長選挙結果
当選者：大坪冬彦
※当日有権者数：152,886人 最終投票率：41.55%（前回比：+4.90pts）
| 候補者名 | 年齢 | 所属党派 | 新旧別 | 得票数  | 得票率 | 推薦・支持                                                   |
| -------- | ---- | -------- | ------ | ------- | ------ | ------------------------------------------------------------ |
| 大坪冬彦 | 63   | 無所属   | 現職   | 31873票 | 51.36% | 自由民主党,公明党,都民ファーストの会,国民民主党,生活者ネット |
| 有賀精一 | 62   | 無所属   | 新人   | 30188票 | 48.64% | 日本共産党                                                   |

2017年日野市長選挙結果
当選者：大坪冬彦
※当日有権者数：149,413人 最終投票率：36.65%（前回比：-3.06pts）
| 候補者名 | 年齢 | 所属党派 | 新旧別 | 得票数  | 得票率 | 推薦・支持                                        |
| -------- | ---- | -------- | ------ | ------- | ------ | ------------------------------------------------- |
| 大坪冬彦 | 59   | 無所属   | 現職   | 36919票 | 68.58% | 自由民主党,公明党,都民ファーストの会,生活者ネット |
| 磯崎四郎 | 64   | 無所属   | 新人   | 16915票 | 31.42% | 日本共産党,新社会党,自由党                        |

2013年日野市長選挙結果
当選者：大坪冬彦
※当日有権者数：141,925人 最終投票率：39.71%（前回比：-6.87pts）
| 候補者名 | 年齢 | 所属党派 | 新旧別 | 得票数  | 得票率 | 推薦・支持                                       |
| -------- | ---- | -------- | ------ | ------- | ------ | ------------------------------------------------ |
| 大坪冬彦 | 55   | 無所属   | 新人   | 31442票 | 57.41% | 自由民主党,公明党,民主党,生活者ネット,社会民主党 |
| 中谷好幸 | 63   | 無所属   | 新人   | 23323票 | 42.59% | 日本共産党                                       |

歴代日野宿長　
町村制施行以前
佐藤彦右衛門　1872年？月〜1876年？月
佐藤信三　1876年？月〜1878年？月
佐藤俊宣　1878年？月〜1879年？月
佐藤信民 1879年？月〜1881年？月
天野清助　1881年？月〜1883年？月
石川昌男　1883年？月〜1884年7月
中村弥一郎　1884年8月〜1889年4月
町村制施行以降
中村弥一郎　1889年5月〜1892年3月
中島伝之助　1892年4月〜1893年？月
歴代町長
初代日野町
中島伝之助　1893年？月〜1900年6月
有山彦吉　1900年7月〜1900年9月
日野義順 1900年10月〜1901年3月
2代目日野町
日野義順　1901年4月〜1906年4月
斉藤文太郎 1906年5月〜1906年12月
佐藤信民　1906年12月〜1916年1月
天野清　1916年1月〜1920年1月
佐藤仁　1920年2月〜1921年1月
斉藤文太郎　1921年3月〜1925年3月
有山亮　1925年3月〜1945年3月
古谷剛次郎　1945年5月〜1946年4月
古谷榮 1946年7月〜1947年4月
渡辺年 1947年4月〜1948年6月
古谷榮1948年8月〜1951年3月
斉野次郎　1951年5月〜1958年1月
3代目日野町
古谷太郎　1958年3月〜1963年11月2日

#### 歴代市長
特記なき場合『日本の歴代市長 : 市制施行百年の歩み』などによる。
| 代 | 氏名       | 就任                      | 退任                      | 備考 |
| -- | ---------- | ------------------------- | ------------------------- | ---- |
| 1  | 古谷太郎   | 1963年（昭和38年）11月3日 | 1965年（昭和40年）7月8日  |      |
| 2  | 有山崧     | 1965年（昭和40年）8月27日 | 1969年（昭和44年）3月16日 |      |
| 3  | 古谷榮     | 1969年（昭和44年）4月27日 | 1973年（昭和48年）4月26日 |      |
| 4  | 森田喜美男 | 1973年（昭和48年）4月27日 | 1997年（平成9年）4月26日  |      |
| 5  | 馬場弘融   | 1997年（平成9年）4月27日  | 2013年（平成25年）4月26日 |      |
| 6  | 大坪冬彦   | 2013年（平成25年）4月27日 | 2025年（令和7年）4月26日  |      |
| 7  | 古賀壮志   | 2025年（令和7年）4月27日  | 現職                      |      |

### 組織
- 地域戦略室
- 企画部
- 総務部
- 市民部
- 環境共生部
- まちづくり部
- 産業スポーツ部
- 健康福祉部
- 子ども部
- 教育部

### 広域行政
- 東京都十一市競輪事業組合 - 八王子、武蔵野、青梅、昭島、調布、町田、小金井、小平、東村山、国分寺および本市の11市で京王閣競輪を開催している。
- 東京都四市競艇事業組合 - 小平、東村山、国分寺、および本市の4市で多摩川競艇を開催している。

## 議会

### 東京都議会
2025年東京都議会議員選挙
- 選挙区：日野市選挙区
- 定数：2人
- 投票日：2025年6月22日
- 当日有権者数：155,244人
- 投票率：46.66％

| 候補者名   | 当落 | 年齢 | 所属党派           | 新旧別 | 得票数   |
| ---------- | ---- | ---- | ------------------ | ------ | -------- |
| 寺前桃子   | 当   | 37   | 都民ファーストの会 | 新     | 24,476票 |
| 清水登志子 | 当   | 62   | 日本共産党         | 現     | 15,340票 |
| 西野正人   | 落   | 65   | 自由民主党         | 元     | 14,071票 |
| 池田利恵   | 落   | 66   | 無所属             | 新     | 9,635票  |
| 石田豊     | 落   | 78   | 再生の道           | 新     | 7,880票  |

2021年東京都議会議員選挙
- 選挙区：日野市選挙区
- 定数：2人
- 投票日：2021年7月4日
- 当日有権者数：154,508人
- 投票率：40.15％

| 候補者名   | 当落 | 年齢 | 党派名             | 新旧別 | 得票数   |
| ---------- | ---- | ---- | ------------------ | ------ | -------- |
| 菅原直志   | 当   | 53   | 都民ファーストの会 | 現     | 21,819票 |
| 清水登志子 | 当   | 58   | 日本共産党         | 新     | 20,520票 |
| 西野正人   | 落   | 61   | 自由民主党         | 現     | 18,458票 |

2020年東京都議会議員補欠選挙
- 選挙区：日野市選挙区
- 定数：1人
- 投票日：2020年7月5日
- 当日有権者数：154,037人
- 投票率：56.50％

| 候補者名   | 当落 | 年齢 | 党派名     | 新旧別 | 得票数   |
| ---------- | ---- | ---- | ---------- | ------ | -------- |
| 西野正人   | 当   | 60   | 自由民主党 | 新     | 46,480票 |
| 清水登志子 | 落   | 57   | 日本共産党 | 新     | 35,034票 |

2017年東京都議会議員選挙
- 選挙区：日野市選挙区
- 定数：2人
- 投票日：2017年7月2日
- 当日有権者数：150,943人
- 投票率：49.60％

| 候補者名 | 当落 | 年齢 | 党派名             | 新旧別 | 得票数   | 備考               |
| -------- | ---- | ---- | ------------------ | ------ | -------- | ------------------ |
| 菅原直志 | 当   | 49   | 都民ファーストの会 | 新     | 30,384票 |                    |
| 古賀俊昭 | 当   | 69   | 自由民主党         | 現     | 16,458票 | 2020年3月9日に死去 |
| 中野昭人 | 落   | 48   | 日本共産党         | 新     | 15,595票 |                    |
| 新井智陽 | 落   | 44   | 無所属             | 現     | 11,464票 |                    |

### 衆議院
- 選挙区：東京21区（八王子市（おおむね旧由木村域）、立川市、日野市）
- 任期：2024年10月27日 - 2028年10月26日
- 当日有権者数：405,235人
- 投票率：55.86％

| 当落 | 候補者名   | 年齢 | 所属党派     | 新旧別 | 得票数   | 重複 |
| ---- | ---------- | ---- | ------------ | ------ | -------- | ---- |
| 当   | 大河原雅子 | 71   | 立憲民主党   | 前     | 90,724票 | ○    |
|      | 小田原潔   | 60   | 無所属       | 前     | 69,421票 |      |
|      | 山下容子   | 65   | 日本維新の会 | 新     | 36,642票 | ○    |
|      | 森裕一     | 49   | 参政党       | 新     | 18,511票 |      |

## 公共機関

### 警察
- 警視庁日野警察署 - 管轄地域は市域に等しい。同署は警視庁の第九方面本部の監督下にある。

### 消防
管轄地域は市域に等しい。同署は東京消防庁の第九方面本部の監督下にある。日本の消防は市町村の責任業務であるが、稲城市を除く多摩地域の市町村は東京消防庁へ消防業務を委託しており、本市もそれに倣っている。
- 東京消防庁日野消防署（神明2-14-3）・ポンプ隊・救急隊1・梯子隊1・指揮隊1
  - 豊田出張所（東平山3-1-28）・ポンプ隊・救急隊1
  - 高幡出張所（高幡714）特別消火中隊・救急隊1

### 郵便
- 日野郵便局 - 集配地域は市域に等しい。郵便番号は191が付与されている。

### 電話
市外局番は042（立川MA、かつては0425）である。ただし、市外局番に同じ042を使用する地域のうち、かつて0423、0424、0426、0427の各市外局番を使用していた地域とは現在も番号区画が異なるため、これらの地域に電話を掛ける際は市外局番から入力する必要がある。

### 上水道
- 東京都水道局が運営している。
- 本市の上水は東村山浄水場（多摩川、利根川、荒川の水を利用）から日野増圧ポンプ所を経由して配水されている。

### 下水道
- 東京都多摩地域の下水は、各市町村で整備した下水道を経由し東京都下水道局が運営する水再生センターで下水処理を行う。
- 本市の下水は、浅川水再生センター（日野市石田）、南多摩水再生センター（稲城市大丸）、八王子水再生センター（八王子市小宮町）で処理されている。
- 下水道普及率は94%（平成24年度末現在）で、多摩地域全体の普及率 (95%) よりも低い。

### ゴミ処理
- 日野市クリーンセンター（石田）

#### ごみ改革
1973年から1997年まで市長の座にあった森田喜美男は、ごみ・し尿の中間処理施設の整備、ボックス収集による合理化などを心がけていた。しかし、減量化とリサイクルに最重点を移すべきことを認識した森田市長は、多摩地域としては最初にリサイクルに取り組んだ。ゴミをいかに効率良く処理するかという方向から、再利用によってゴミそのものを作らないという方向に転換させた。
森田市長引退後市長に就いた馬場弘融は市長就任以来ゴミ改革を重点政策に掲げている。ゴミ減量の切り札としてダストボックスから戸別収集、有料指定袋方式へのごみ改革を2002年10月に実行した。当初は有料化に反対の声もあったが、ゴミの減量に大きな効果があり、市民の意識も大きく変わった。周辺市にも有料指定袋化が波及しつつある。

### 諸機関・施設
- 日野税務署
- 国土交通省相武国道事務所日野出張所
- 環境省水鳥救護研修センター
- 東京都動物愛護相談センター　多摩支所
- 東京都七生福祉園

## 経済

### 産業

#### 主な産業
- 農業 - 宅地化の進行により戸数は減少したが、現在も野菜等を栽培する農家が見受けられる。「多摩川梨」の商標で売られている梨が生産されている。また、地元のブルーベリーを使った発泡酒やケーキなども売られている。ブルーベリーが新たな特産品といえ、夏場は市内各所でブルーベリー狩りが可能である。他に倉沢地区ではリンゴ狩りやミカン狩りもあるが、数日間に限定される。トマトやレタスの栽培が比較的盛んである。日野市は現在でも農業が主力産業のひとつである。
- 商業 - 各駅周辺や国道沿いに小売店舗が集積しているが、立川・八王子市街、聖蹟桜ヶ丘等の商業集積地に近く、また都心への交通の便が良いため[要出典]、百貨店はない。ショッピングモールは2014年11月にイオンモール多摩平の森が開業した。
- 工業 - 1930年からの昭和恐慌対策として日野町がとった施策が工場誘致である。1936 - 1943年に5社=日野台地上に六桜社（小西六→コニカ→コニカミノルタ）、吉田時計店（オリエント時計→セイコーエプソン）、東京自動車工業（日野自動車）、神戸製鋼所（戦後神鋼電機になるも撤退、跡地は現在都立日野台高校と市立大坂上中学校となっている）、富士電機が誘致され、これら日野5社と言われた企業を皮切りに日野は内陸工業都市として発展していった。しかし、1978年に神鋼電機が豊橋市に工場を移転した。

日野自動車日野工場も2027年までに段階的に他工場に移転の予定で、同社は2025年までに敷地のうち工場跡地を売却、三井不動産がデータセンターを建設である。市内の製造業の事業所数は2021年時点で10年前対比で半減しており、従業者数も2割以上減っている。

#### 主な企業
- 日野自動車（本社・日野工場）
- セイコーエプソン（日野事業所）
旧オリエント時計の事業所を同社の親会社となったセイコーエプソンが引き取った。孫会社であるエプソンダイレクトのサポートセンターも近隣にある。
- コニカミノルタ（東京サイト日野）
所在地の町名はかつての小西六、コニカブランド「さくら天然色フヰルム」「さくら（サクラカラー）」を採って「さくら町（さくらまち）」。
- 富士電機（東京事業所）
所在地の町名は「富士町（ふじまち）」と、こちらも企業名が付いている。
- 帝人（東京研究センター）
- GEヘルスケア・ジャパン（本社）
- ファナック（日野支社）
- トッパン・フォームズ
- NBCメッシュテック（本社）
- 東芝テリー（本社）
- 日本HP（日野工場）

## 姉妹都市・提携都市
- 岩手県紫波郡紫波町
  - 　2017年1月30日姉妹都市提携[9]
- レッドランズ市（アメリカ合衆国 カリフォルニア州）
  - 1963年7月15日姉妹都市提携[10]

## 教育
- 2001年4月より小中学校に学校選択制導入[11][12][注 1]。
- 各校調理、食材の地産地消を推進するなど、学校給食が充実。文部科学省の学校給食表彰に2回選ばれている[13][14]。
- 昭和40年代に入居を開始した百草団地・高幡台団地では児童数の減少により小学校が統合された(下記参照)。

### 小学校
- 市立
  - 日野第一小学校
  - 豊田小学校 - 2015年4月、日野第二小学校から校名変更。
  - 日野第三小学校
  - 日野第四小学校
  - 日野第五小学校
  - 日野第六小学校
  - 日野第七小学校
  - 日野第八小学校
  - 潤徳小学校
  - 平山小学校 - 2006年、旧平山小学校と旧平山台小学校を統合して誕生。
  - 滝合小学校
  - 南平小学校
  - 旭が丘小学校
  - 東光寺小学校
  - 七生緑小学校 - 2008年、旧百草台小学校と旧三沢台小学校を統合して誕生。
  - 仲田小学校
  - 夢が丘小学校 - 2002年、旧程久保小学校と旧高幡台小学校を統合して誕生。

### 中学校
- 市立
  - 日野第一中学校
  - 日野第二中学校
  - 日野第三中学校
  - 日野第四中学校
  - 七生中学校
  - 三沢中学校
  - 大坂上中学校
  - 平山中学校

### 高等学校
- 都立
  - 日野高等学校 - 三浦友和、忌野清志郎、北尾トロ、アンジャッシュ（児嶋一哉、渡部建）らを輩出する。
  - 日野台高等学校
  - 南平高等学校

### 特別支援学校
- 都立七生特別支援学校

### 専修学校
- 東邦歯科医療専門学校

### 大学
- 明星大学(敷地の一部は八王子市にまたがる)
- 実践女子大学 日野キャンパス
- 杉野服飾大学 日野キャンパス
- 東京都立大学 日野キャンパス

### 職業訓練
- 日野工業高等学園 （日野自動車が運営する認定職業訓練による職業能力開発校）

### 社会教育

#### 図書館
- 日野市立図書館
  - 中央図書館
  - 高幡図書館
  - 日野図書館
  - 多摩平図書館
  - 平山図書館
  - 百草図書館
  - 百草台児童図書館
  - 市政図書室
  - 移動図書館ひまわり号

#### 博物館
- 日野市郷土資料館 (旧・日野市立ふるさと博物館)
- 日野市立新選組のふるさと歴史館
- 日野宿交流館

#### 公民館
- 日野市中央公民館

#### 公会堂
- 日野市民会館
- 七生公会堂

#### 体育施設
- 市立南平体育館
- 市民の森ふれあいホール
- 市民陸上競技場
- 市民プール
- 多摩川グラウンド
- 万願寺グラウンド
- 浅川スポーツグラウンド
- 東光寺グラウンド

## 交通

### 鉄道
鉄道は、JR中央本線が北から西へ円弧を描くように走り、京王線が市の南部、浅川の右岸と多摩丘陵の間を東西に走り抜け、高幡不動駅から多摩動物公園駅まで支線が延びている。また、多摩都市モノレール線が南北に走り、甲州街道駅付近で中央自動車道と、高幡不動駅で京王線と交差している。
JR中央線、京王線、多摩都市モノレールが市外との主な交通手段となっている。新宿から日野駅・高幡不動駅までは約30分（中央特快または京王線特急利用）程度であり、南多摩地域の中では比較的都心へのアクセスが良好な部類である。
東日本旅客鉄道（JR東日本）
 中央線快速電車・■中央本線
- - 日野駅 - 豊田駅 -

- 市内を八高線がわずかに掠めて走っているが、駅はない。

京王電鉄
 京王線
- - 百草園駅 - 高幡不動駅 - 南平駅 - 平山城址公園駅 -

 動物園線（全線市内）
- 高幡不動駅 - 多摩動物公園駅

多摩都市モノレール
 多摩都市モノレール線
- - 甲州街道駅 - 万願寺駅 - 高幡不動駅 - 程久保駅 - 多摩動物公園駅 -

### バス

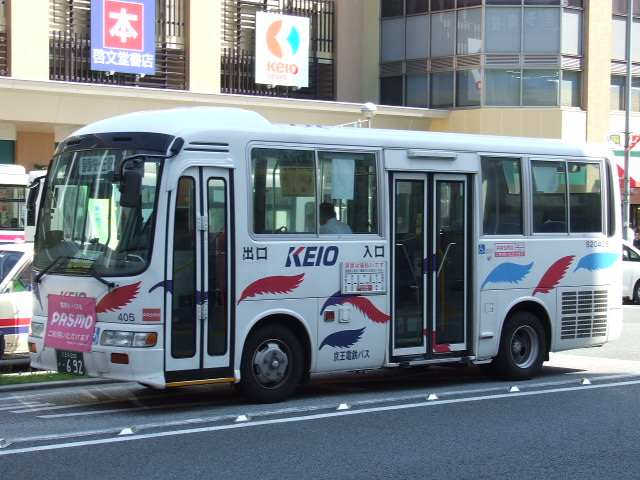
日野市ミニバスの車両（高幡不動駅前にて）

市内のバス路線網が充実しており、町名レベルで市内全ての地域に京王電鉄バス・西東京バスの停留所が置かれている。市内の主要駅間は路線バスで結ばれている（運行はすべて京王電鉄バス）。隣接する市とは路線バスで連絡しているが、昭島市への路線はない（運行は京王電鉄バスと西東京バス）。中央自動車道の日野バス停から高速バス（中央高速バス）を利用することもできる。
日野市立病院など公共機関への足としてコミュニティバスを運行している（京王電鉄バスへの委託運行）。

#### コミュニティバス
- 日野市ミニバス
- 日野市丘陵地ワゴンタクシー かわせみGO - 南観光交通が運行受託。

#### 一般路線バス
- 京王電鉄バス
  - 京王電鉄バス桜ヶ丘営業所 - 市内に営業所がある。日野市ミニバスを運行受託。
    - 京王バス桜ヶ丘営業所

  - 京王バス多摩営業所
  - 京王バス南大沢営業所
  - 京王電鉄バス八王子営業所
- 西東京バス
  - 西東京バス楢原営業所 - 日野駅を発着する八王子市方面の2路線を運行[15]。

### 道路
主な道路は、中央自動車道、国道20号が市の東西に通っている。南北方向には都道の整備が進められている。
1996年、当時の森田喜美男市長は、市内の中央自動車道について、固定資産税の支払いを日本道路公団に求める方針を表明した。市長の交代によって固定資産税請求を断念した。
市内を通る道路および橋梁は以下の通り。
高速道路
- 中央自動車道（日野バス停）

一般国道
- 国道20号（日野バイパス）

都道府県道
- 主要地方道
  - 東京都道20号府中相模原線
  - 東京都道41号稲城日野線（川崎街道）
- 一般都道
  - 東京都道149号立川日野線
  - 東京都道155号町田平山八王子線
  - 東京都道156号町田日野線
  - 東京都道159号豊田高幡線
  - 東京都道169号淵上日野線
  - 東京都道173号上館日野線（北野街道）
  - 東京都道235号豊田停車場線
  - 東京都道256号八王子国立線（甲州街道）
  - 東京都道503号相模原立川線

橋梁（上流から順）
- 多摩川
  - 立日橋（東京都道149号立川日野線/多摩都市モノレール）
  - 日野橋（東京都道256号八王子国立線）
  - 中央道多摩川橋
  - 石田大橋（国道20号日野バイパス）
  - 府中四谷橋（東京都道20号府中相模原線）
- 浅川
  - 長沼橋
  - 滝合橋
  - 平山橋（東京都道155号町田平山八王子線）
  - 一番橋
  - 高幡橋（東京都道41号稲城日野線）
  - 万願寺歩道橋（通称「ふれあい橋」）
  - 新井橋（東京都道503号相模原立川線/多摩都市モノレール）

## 地域放送
- ケーブルテレビ
  - ジェイコム日野（旧：日野ケーブルテレビ）

## 観光

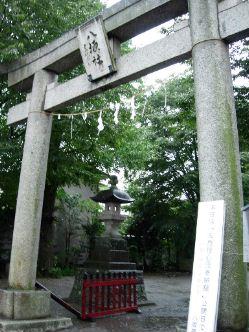
八坂神社

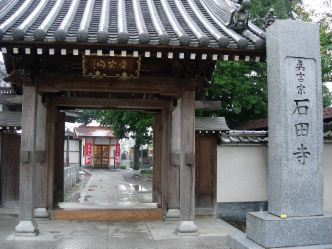
石田寺

高幡不動や多摩動物公園に加え、近藤勇、土方歳三、沖田総司、井上源三郎といった新選組中心人物のゆかりの地であることから「新選組のふるさと」として新選組関連の観光客が多い。

### 名所・旧跡等
- 高幡不動
- 日野宿本陣（佐藤彦五郎邱）
- 京王百草園
- 土方歳三資料館
- 井上源三郎資料館
- 百草八幡神社
- 石田寺（せきでんじ/土方歳三墓）
- 宝泉寺（井上源三郎墓）
- 真照寺
- 平山城址
- 梅ヶ丘特殊地下壕
- 八坂神社
- 大宮神社
- 神明神社

### レジャー施設
- 多摩動物公園 - 1984年に日本で初めてコアラを飼育した動物園の1つ。
- 多摩テック - 株式会社モビリティランド（本田技研工業傘下の会社）が運営。2009年9月30日閉鎖。

### 祭事・イベント
- 日野八坂神社例大祭（毎年9月第二週目の土、日、月）
- 日野宮神社例大祭（同上）
- ひの新選組まつり（開催日は年によって異なる）
- ひのよさこい祭（夏に開催）

## 著名な出身者

### 歴史上の人物
- 平山季重
- 佐藤彦五郎
- 土方歳三
- 井上源三郎
- 井上松五郎
- 井上泰助
- 日野義貴

### ゆかりの人物
- 近藤勇
- 沖田総司
- 大石鍬次郎

### 文化
- 古代祐三 - 主にコンピューターゲームの音楽を手がける作曲家
- 古代彩乃- イラストレーター
- 岩崎夏海 - 放送作家、小説家
- 清水茜 - 漫画家
- 野口貴公美 - 法学者、一橋大学副学長
- 村山慈明 - 将棋棋士
- 和田聡子 - プロ麻雀士
- 佐々木朝照 - 化学研究者、日本大学教授
- 小林正興 - 情報技術者
- 蟹江杏 - 版画家
- 楳村修治 - 写真家

### 芸能
- 井浦新 - 俳優、ファッションモデル
- 森口瑤子 - 女優
- 花澤香菜 - 声優、歌手
- ねづっち - 芸人(Wコロン)※2015年解散
- 辻仁成 - ミュージシャン・小説家。
- 上ちゃん -  ベーシスト（マキシマムザホルモン）
- 真島昌利 - ギタリスト(THE BLUE HEARTS)
- 菊地英昭 - ギタリスト(THE YELLOW MONKEY)
- 大原がおり - グラビアアイドル、タレント
- 谷中敦 - ミュージシャン（東京スカパラダイスオーケストラ バリトンサックス）
- 佐藤健太 - 俳優
- 中村豪　- 芸人(やるせなす)
- 山本百合子 - 声優

### アナウンサー
- 岡田洋子 - テレビ朝日アナウンサー
- 鮫島大史 - 青森放送アナウンサー
- 熊本恭子 - フリーアナウンサー、元・東日本放送アナウンサー
- 石井麻由子 - NHKアナウンサー

### スポーツ
- 佐々木千隼 - プロ野球選手、横浜DeNAベイスターズ
- 佐々木俊輔 - プロ野球選手、読売ジャイアンツ
- 宮崎一樹 - プロ野球選手、北海道日本ハムファイターズ
- 佐伯秀喜 - 元プロ野球選手、西武ライオンズ
- 福本誠 - 元プロ野球選手、横浜ベイスターズ
- 横川雄介 - 元プロ野球選手、読売ジャイアンツ
- 尾崎直輝 - 國學院久我山高等学校野球部監督（保健体育科教員）
- ポープ・ウィリアム - Jリーガー、横浜Fマリノス
- 貴田遼河 - Jリーガー、名古屋グランパス
- 原大智 - サッカー選手、京都サンガFC
- 佐々木瑞穂 - サッカー選手
- 安部柊斗 - Jリーガー、FC東京
- 廣井友信 - 元Jリーガー
- 須藤右介 - 元Jリーガー
- 馬場咲希 - 女性アマチュアゴルファー
- 岡崎英二 - ラグビー選手
- 火の竜清徳 - 元力士
- 伊藤佑介 - プロけん玉師
- 牛島龍吾 - プロボクサー

### ゆかりの人物
- 浅田次郎 - 小説家、代表作に「鉄道員」「壬生義士伝」などがある（市内在住）
- 男鹿和雄 - 日本を代表するアニメーション美術監督で宮崎駿、高畑勲、川尻善昭らの作品を支えてきた。(1990年代、豊田在住)
- 蟹江敬三 - 俳優 (晩年、市内在住)
- 吉田鋼太郎 - 俳優 (市内で育つ。都内出身)
- 河野玄斗 - タレント、YouTuber(市内で育つ。生まれは神奈川県)
- 洞口依子 - 女優 (市内で育つ。武蔵野市出身)
- ケーシー高峰 - タレント (晩年、市内在住)
- 小川麻衣子 - 漫画家（市内在住）
- 日野百草 - 編集者、著作家、俳人（市内在住）
- 平沼義之 - フリーライター（市内在住）
- 田中冬二 - 詩人（晩年、市内在住）
- 巽聖歌 - 児童文学者、歌人（晩年、市内在住）
- 山田花子 - 漫画家（3歳から21歳まで市内在住）
- 松尾久美子 - 歌手、女優（市内で育つ。生まれは東村山市）
- ほいけんた - ピン芸人（市内で育つ。生まれは中野区）
- 野口貴公美 - 法学者（市内で育つ。生まれは北海道）
- 関口一郎 - ドイツ語学者（市内で育つ。生まれは長野県）
- 安田善衛 - 実業家（市内在住）
- 小笠原祐子　- 世界最高齢の現役セクシー女優(市内在住)
- 上杉憲秋 - 室町時代の武将（高幡不動で自刃、墓所も同寺）
- 小谷田勝五郎 - かつて程久保に住んでいたが6歳で死んだのち、八王子の勝五郎として生まれ変わったと語った人物

## 日野市を舞台にした作品
- 新選組! - 2004年放送の大河ドラマ。市内出身の土方歳三、井上源三郎などが登場し、序盤で新選組幹部メンバーが上洛前に過ごした多摩時代が描かれている。
- 日本沈没 - 2006年版映画の劇中に一時避難所として登場する。
- 図書館戦争 - 同市立図書館を導入部の舞台（日野の悪夢）とした近未来小説。
- 夕闇通り探検隊 - 本ゲームの舞台である陽見（ひるみ）市は同市をモデルとしている。
- ゆりてつ 私立百合ヶ咲女子高鉄道部 - 私立百合ヶ咲女子高が日野市にあるという設定。
- もし高校野球の女子マネージャーがドラッカーの『マネジメント』を読んだら - 架空の高校名として「程久保」高校が舞台となっている。
- もし高校野球の女子マネージャーがドラッカーの『イノベーションと企業家精神』を読んだら - 架空の高校名として私立「浅川学園」高校（立地的には都立日野高校にあたる）が舞台になっている。
- ポッピンQ - ヒロインのひとりが高幡不動在住。
- 耳をすませば - 本作品の舞台モデルとなったのは多摩市にある京王線聖蹟桜ヶ丘駅周辺であるが、主人公である月島雫が住む街や最寄駅などは日野市にある京王線百草園駅や市内の街並みがモデルとなっている。
- おもひでぽろぽろ - 日野市立豊田小学校や豊田駅南口の商店街が劇中で登場する。
- 一週間フレンズ - 作者である葉月抹茶が東京都立南平高等学校の卒業生であることから舞台の高校をはじめ、京王線南平駅周辺の街並みが作品内で多く登場する。
- 宇宙とかと比べたらちっぽけな問題ですが - 日野市が舞台だと公言されている[16]。
- 可愛いだけじゃない式守さん - 作中ではJR日野駅周辺の街並みが忠実に再現されている。
- しかのこのこのここしたんたん -  日野市にある設定の「都立日野南高校」に通う女子高生たちを描くギャグ作品[17]。2019年から漫画雑誌に連載され、2024年にアニメ化。